# Насралла, Юсри
Юсри Насралла (араб. يسرى نصر الله‎, англ. Yousry Nasrallah, род. 1952, Каир, Египет) — египетский кинорежиссёр и сценарист.
Юсри Насралла родился в христианской коптской семье в Каире.
Изучал экономику и политологию в Каирском университете.
В дальнейшем работал кинокритиком и помощником режиссера в Бейруте (Ливан) в 1978—1982 гг.
Став ассистентом известного египетского кинорежиссёра Юсефа Шахина в его кинокомпании Misr International films, Ю. Насралла через некоторое время сам испытал себя в роли кинорежиссёра.
Юсри Насралла — участник престижных киноконкурсов, художественных форумов и мероприятий, как в Египте, так и за его пределами.
Кинорежиссёр на основе национального материала выбирает для своих лент насущные и уязвимые остро социальные темы — левацкие настроения в обществе, исламский фундаментализм, социальное неравенство, тематика беженцев.

## Фильмография
- «Sariqat Sayfiyya» («Летние кражи») (1985).
- «The Mercedes» («Мерседес») (1993).
- «On Boys, Girls and the Veil» («Про парней, девушек и паруса») (1995).
- «al-Madina» («Медина») (1999).
- «Bordj el Chams» («Сонячна брама») (2003).
- «Gnenet el Asmak» (2008).
- «Ehki ya shahrazade» (2009).